# Agata Bancerz-Kisiel
Agata Dorota Bancerz-Kisiel (ur. około 1980) – polska lekarz weterynarii, specjalistka z zakresu epizootiologii, profesor nauk weterynaryjnych.

## Życiorys
Uzyskała tytuł lekarza weterynarii w 2005 roku. Stopień doktora nauk weterynaryjnych uzyskała w 2009 roku na Uniwersytecie Warmińsko-Mazurskim w Olsztynie. Habilitowała się w dziedzinie nauk weterynaryjnych na Wydziale Medycyny Weterynaryjnej tejże uczelni w 2016 roku. Otrzymała tytuł profesora nauk weterynaryjnych w 2023 roku. 
Pracuje w Katedrze Epizootiologii Wydziału Medycyny Weterynaryjnej Uniwersytetu Warmińsko-Mazurskiego w Olsztynie. Od 2019 roku pełniła funkcję prodziekana ds. rozwoju Wydziału Medycyny Weterynaryjnej. 
Ma męża Adama i troje dzieci. 

## Dorobek naukowy
W swojej pracy badawczej dużo uwagi poświęca specyfice bakterii Yersinia enterocolitica i jej obecności u zwierząt. Opublikowała ponad 70 artykułów naukowych m.in. w czasopiśmie „Pathogens”. Zdefiniowała ponad 200 sekwencji nukleotydowych i tyleż białkowych, które udostępniono w GenBanku NCBI.